# 빗추코지로역
빗추코지로역(일본어: 備中神代駅)은 일본 오카야마현 니미시에 위치한 서일본 여객철도의 철도역이다. 단선  ·  섬식의 형태를 합친 2면 3선 구조의 복합 승강장을 갖춘 지상역이며, 하쿠비 선의 소속역이다. 이 역을 기점으로 하는 게이비 선의 열차도 노선 연장하고 있다.

## 타는 곳
| 1 · 2 | ■ 하쿠비 선 | 상행 | 니미 · 구라시키 · 오카야마 방면 |
| 1 · 2 | ■ 하쿠비 선 | 하행 | 요나고 방면                     |
| 3     | ■ 게이비 선 | 상행 | 니미 방면                       |
| 3     | ■ 게이비 선 | 하행 | 도조 · 빈고오치아이 방면        |

## 이용 현황
| 승차 인원 | 승차 인원 |
| 연도      | 1일 평균  |
| --------- | --------- |
| 1999      | 38        |
| 2000      | 39        |
| 2001      | 41        |
| 2002      | 41        |
| 2003      | 44        |
| 2004      | 42        |
| 2005      | 47        |
| 2006      | 41        |
| 2007      | 35        |
| 2008      | 33        |
| 2009      | 27        |
| 2010      | 27        |
| 2011      | 20        |

## 역 주변
- 국도 제182호선

## 인접 역
| 서일본 여객철도 하쿠비 선 | 서일본 여객철도 하쿠비 선 | 서일본 여객철도 하쿠비 선 |
| ------------------------- | ------------------------- | ------------------------- |
| 니미 오카야마 · 니미 방면 | ■ 하쿠비 선               | 아시다치 호키다이센 방면  |
| 서일본 여객철도 게이비 선 |                           |                           |
| 누노하라 니미 방면        | ■ 게이비 선               | 사카네 히로시마 방면      |